# HD101391
HD101391 — хімічно пекулярна зоря спектрального класу B9, що має видиму зоряну величину в смузі V приблизно  6,4.
Вона  розташована на відстані близько 526,1 світлових років від Сонця.

## Фізичні характеристики
Зоря HD101391 обертається 
досить швидко 
навколо своєї осі. Проєкція її екваторіальної швидкості на промінь зору становить  Vsin(i)= 54км/сек.

## Пекулярний хімічний склад
Зоряна атмосфера HD101391 має підвищений вміст 
Hg
.